# David Brabham
David Brabham (ur. 5 września 1965 w Wimbledon na przedmieściach Londynu) – australijski kierowca wyścigowy. Startował m.in. w Formule 1, 24h Le Mans, wyścigach samochodów sportowych oraz turystycznych. Syn Sir Jacka Brabhama, trzykrotnego mistrza Formuły 1. Jego bracia Geoff i Gary również są kierowcami wyścigowymi.
W 1990 roku startował w Formule 1 w zespole Brabhama (8 startów). W 1994 roku ścigał się natomiast w zespole Simtek (16 startów). W 1995 startował bez większych sukcesów w BTCC, a w 1996 wygrał japońską serię GT. Od tego czasu skupił się właśnie na wyścigach typu GT startując regularnie w American Le Mans Series i wyścigach 24 godziny Le Mans.